# Рябиновка (Клепиковский район)
Рябиновка — деревня в Клепиковском районе Рязанской области России. Входит в состав Криушинского сельского поселения.

## История
В 1966 г. указом президиума ВС РСФСР деревня Кобылинка переименована в Рябиновка.

## Население
| 2010 |
| ---- |
| 12   |